# La Sangre Azul
La Sangre Azul es la Barra brava del equipo mexicano de fútbol Cruz Azul.

## Fundación
Fue fundada el 13 de enero de 2001 en un juego ante el Club Irapuato. Fundada por exmiembros de la Ultra Azul. Bajo el ejemplo de las Barras sudamericanas, esta se rige en un código de honor donde la prioridad es alentar con cánticos, banderas e instrumentos a los 11 jugadores en la cancha. El número de integrantes de la barra oscilaba entre 10 000 y 20 000 hinchas, pero disminuyó debido a varias discrepancias con la directiva cementera, llegando al veto del Estadio Azul.  A raíz de este veto, La Vieja Guardia de La Sangre Azul ha trabajado en acciones importantes que retoman el rumbo y colorido comúnmente visto en una Barra brava en México. Buscando revocar la sanción impuesta por el club, para poder reavivar la cabecera local, recuperando el número de boletos anteriormente otorgado y anulado tras la mala conducta mostrada en incidentes pasados.

## Historia

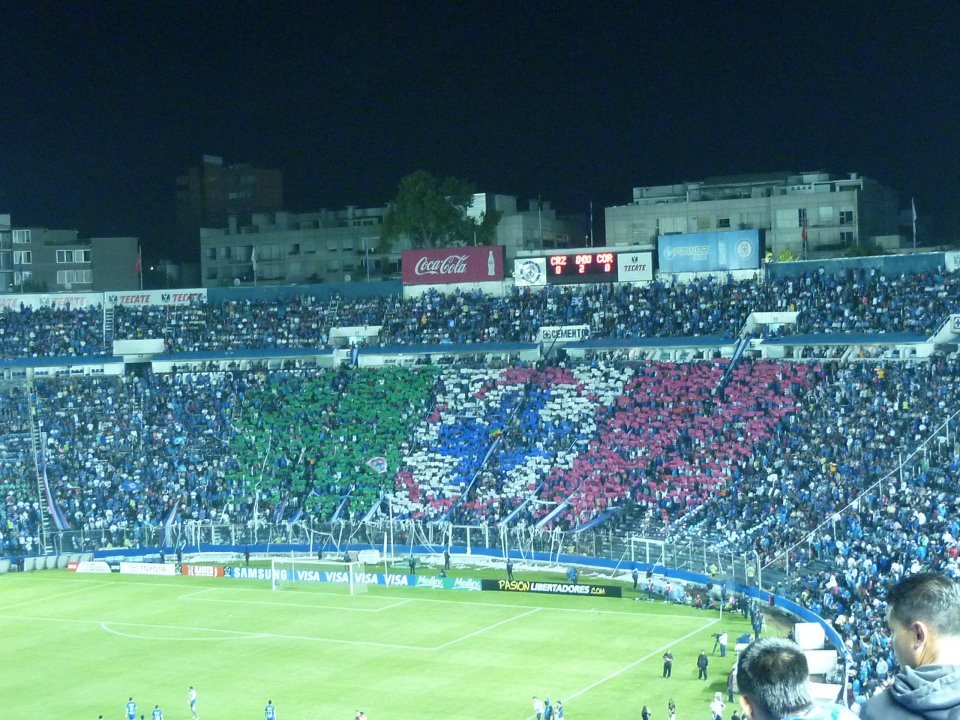
La Sangre Azul se ha caracterizado por sus mosaicos.

La idea inicial nace en diciembre del año 2000, esto ocurre cuando algunos disidentes de la firma Ultra azul (hoy extinta), que deciden salirse debido a la necesidad de crear un verdadero grupo de apoyo que hiciera cosas innovadoras al estilo de las barras sudamericanas.
El movimiento se "materializa" en enero de 2001, haciendo una convocatoria a gente de las distintos sectores radicales de Cruz Azul y a la afición celeste en general. Es entonces cuando se pone a discusión el nombre de la barra, entre las propuestas estaban: "'Sentimiento Azul'" "'Maquina Azul'" "'Honor y Lealtad Azul'", encogiéndose finalmente "Sangre Azul".
La aparición de la organización se dio en un juego Cruz Azul - Irapuato, el marcador fue a favor cementero por 4-2.

## Amistades
La barra "está dispuesta a tener simpatía" con las demás barras "siempre y cuando haya respeto" y fines en común, como la erradicación de la opresión por aspectos culturales, sociales o políticos. Aunque, ciertamente, no es homogéneo el pensamiento de la barra. Coexisten ideologías y demás. Lo único que une y con ello basta, es el fuerte amor por su equipo.
Destacan ciertas relaciones amistosas con la barra de la U. de Chile, llamada "Los de Abajo", con la barra "Los Convictos" del Chiapas FC, así como con "Los Canallas" del Rosario Central en Argentina, con los "Comandos Azules" del Millonarios de Colombia, la Mafia Azul de Cruzeiro y con La Boca del Pozo del Emelec.
Tales relaciones internacionales, les han ocasionado cierto rechazo dentro del ámbito de las Barras bravas en su país, ya que al parecer, son los únicos en establecer amistad con otras organizaciones similares en Latinoamérica, ya que han ayudado y contribuido a la formación de la barra.

## Rivalidades
Como no es de extrañarse, y siendo uno de los 4 equipos del fútbol mexicano, más importante, la barra tiene enemistad natural, con las barras del Club América y Pumas de la UNAM, aunque han llegado a enfrentamientos con integrantes de la Barra "Ultra Tuza", del Pachuca, esto a que ambos equipos, son originarios de la misma entidad federativa y juegan anualmente el denominado Clásico Hidalguense. Si bien hay una ligera rivalidad con el Club Guadalajara, y al ser un partido importante, sus barras, tienen una relación de neutralidad. Aunque una de las mayores rivalidades es con los miembros de La Resistencia Albiazul, aficionados del Querétaro Fútbol Club al haber enfrentándose fuertemente en 2010. 2011, 2013 y 2018, además de aumentar la rivalidad con miembros de la Barra 51 del Atlas Fútbol Club en los últimos años donde han protagonizado riñas en las cercanías del Estadio Jalisco desde 2012.

## Organización y estructura
La organización barra está fragmentada en varios "frentes" o "barrios" mediante los cuales tienen el fin de organizar y acantonar fanáticos de distintas zonas, así como a organizar viajes la asistencia de local como a los estadios ajenos a Cruz Azul. Destacando muchos frentes, pero en especial la presencia de la barra en la zona metropolitana de la Ciudad de México: Centro, Constitución de 1917, Aragón, Azcapotzalco, San Pablo, Izcalli, Tultepec, Nicolás Romero, Atizapan, Iztapalapa, Oriente, Moctezuma, Tlatelolco,Iztacalco, Popular Norte, Neza, Ecatepec, Santo Domingo, Xochimilco, Cuajimalpa, La Hermandad, Contreras, Naucalpan, Cuautepec, Centro, Tláhuac, Tulyehualco, Poniente, Álvaro Obregón, Observatorio etc.
Asimismo, en el interior del país hay divisiones o sucursales en Toluca, Cuernavaca, Xalapa, Puebla, Hidalgo, Guadalajara, Guanajuato, Oaxaca, Mérida, Chetumal, Culiacán y Tlaxcala. Si bien su ámbito está limitado a nacional, la barra cuenta con un contingente en la ciudad de San Diego (California), Estados Unidos.
Por otro lado, la barra cuenta con subgrupos que no pueden ser encasillados en los frentes o barrios porque por su naturaleza pueden o no pertenecer a varios de estos, se caracterizan por ser de los grupos mas antiguos y que cuentan con un historial de violencia mayor aunque prefieren en lo general pasar desapercibidos, sus miembros son considerados de La Vieja Guardia por  ser de los que cuentan con más años  y kilómetros recorridos dentro de la barra; los más conocidos son probablemente "Los Bad Blue Boys" "El Bloque Obrero Antifascista" y una peña o firma conocida como los "Hooligans Von Cruz Azul" . Grupos en los que predomina un ideal del orgullo obrero y reafirma lo que es la identidad de un club de trabajadores, siendo probablemente los últimos herederos de la ideología de la antigua y desaparecida Ultra azul.

## Comportamiento
La Barra se ha visto involucrada en actos penosos, como en un partido realizado el 30 de agosto de 2013 en el Estadio 10 de diciembre donde se enfrentarían Cruz Azul vs Gallos Blancos de Querétaro, donde hubo una riña de más de 30 minutos entre hinchas de ambos equipos, además del ocurrido el 30 de noviembre de 2013, donde al perder en Cuartos de final contra Deportivo Toluca, una importante cantidad de barristas irrumpió en la cancha del estadio azul, buscando a los jugadores de su club y provocando a "La Banda del Rojo".
El incidente no pasó a mayores, los barristas o cierta cantidad de ellos lograron escapar, pero la Directiva del Equipo, junto con OCESA (operadora del estadio) y la SSPDF, decidieron limitar el acceso a sus miembros durante casi todo el 2014.
El 22 de febrero de 2015 en un partido contra Club Deportivo Guadalajara, la barra se enfrascó en una riña con la policía que duró más de 15 minutos. El mes de marzo de 2015, la barra entró a las instalaciones conocidas como La Noria, localizadas en la Delegación Xochimilco, en la Ciudad de México, esto para buscar hablar con la directiva del Club Social y Cultural Cruz Azul, a lo relacionado con el mal desempeño del equipo, la cuestión de un estadio propio, pues el Estadio Azul es rentado y operado por un consorcio ajeno al club, así como la situación del exdirector técnico Luis Fernando Tena y la carencia de títulos recientes en el presente siglo XXI, pues desde 1997 que no se gana título alguno, lo que aconteció fue el principio de una mala relación entre Barra y directiva, dando como resultado el veto de La Sangre Azul de su estadio. 
Así pues, fueron repelidos por unos pocos elementos de seguridad presentes en el complejo, llegando a una ligera riña entre algunos jugadores presentes en el entrenamiento, entre ellos el arquero titular Jesús Corona, el suplente Guillermo Allison y el defensa Fausto Pinto, quienes según declaraciones de los barristas, escupieron y dieron empeyones a sus miembros. El incidente no pasó a mayores en escalada de violencia, pero no hizo más que empeorar la relación de los propietarios del club con la "Sangre Azul". Los propietarios del club, decidieron imponer una sanción a la barra, vetando el acceso a gran parte de sus miembros y aumentando el precio del boleto.
Últimamente ha aumentado la rivalidad con la "Barra 51" del Club Atlas de Guadalajara y se han presentado peleas de ambos bandos durante el 2016.

## Recesión y ruptura con la directiva de Cruz Azul
Tras los incidentes, la directiva decide aumentar los costos del boleto, tanto para "tratar sancionar" a los integrantes de la barra, como para subsanar las deudas y problemas económicos. Tales medidas fueron un duro golpe a "La Sangre" y demás fanáticos radicales ante la presente administración de Guillermo Álvarez. Además de que a mediados de 2015 un grupo autodenominado "nueva administración" decidió hacerse con el control de la hinchada, provocando una marcada división y logrando de inicio ganar una cantidad importante de adeptos. No obstante ese número ha decaído gracias a su pésimo liderazgo y falta de visión. 
Sin importar los muchos intentos de La Vieja Guardia para llegar a acuerdos con la directiva del equipo; hasta el momento no se ha podido llegar a una negociación que permita el regreso a la cabecera local y el colorido que por años se brindó.